# West St. Paul (Minnesota)
West St. Paul é uma cidade localizada no estado americano de Minnesota, no Condado de Dakota.

## Demografia
Segundo o censo americano de 2000, a sua população era de 19.405 habitantes.

## Geografia
De acordo com o United States Census Bureau tem uma área de
13,1 km², dos quais 13,0 km² cobertos por terra e 0,1 km² cobertos por água.

## Localidades na vizinhança
O diagrama seguinte representa as localidades num raio de 8 km ao redor de West St. Paul.